# Live Peace in Toronto 1969
Live Peace in Toronto 1969 är ett livealbum inspelad av John Lennon och Yoko Ono, som Plastic Ono Band, på Toronto Rock and Roll Revival festival. Liveskivans innehåll finns även på en filmdokumentär Sweet Toronto. 

## Låtlista
| 1. | Blue Suede Shoes           | Carl Perkins               | 3:50 |
| 2. | Money (That's What I Want) | Janie Bradford/Berry Gordy | 3:25 |
| 3. | Dizzy Miss Lizzy           | Larry Williams             | 3:24 |
| 4. | Yer Blues                  | Lennon/McCartney           | 4:12 |
| 5. | Cold Turkey                | John Lennon                | 3:34 |
| 6. | Give Peace a Chance        | Lennon/McCartney           | 3:41 |

| 1. | Don't Worry Kyoko (Mummy's Only Looking for Her Hand in the Snow) | Yoko Ono | 4:48  |
| 2. | John, John (Let's Hope for Peace)                                 | Yoko Ono | 12:38 |

## Musiker
- John Lennon: Sång, Gitarr
- Eric Clapton: Gitarr
- Klaus Voormann: bas
- Alan White: Trummor
- Yoko Ono: Sång